# یویا ناگاساوا
یویا ناگاساوا (ژاپنی: 長沢 祐弥؛ زادهٔ ۱ ژوئیهٔ ۱۹۹۶) یک بازیکن فوتبال اهل ژاپن است.
از باشگاه‌هایی که در آن بازی کرده‌است می‌توان به باشگاه فوتبال آزول کلارو نومازو و باشگاه فوتبال توکیو وردی اشاره کرد.